# Lamprotornis fischeri
El estornino de Fischer (Lamprotornis fischeri) es una especie de ave paseriforme de la familia Sturnidae propia de África Oriental. El nombre de la especie conmemora al explorador alemán Gustav Fischer.

## Descripción
Los adultos de este estornino miden 18 cm de longitud en promedio y pesan 51 gramos. El plumaje es principalmente de color gris ceniza, a excepción de la parte inferior del pecho, el vientre y las subcaudales que son blancas. Tiene el iris blanco y el pico y las patas son negras. Ambos sexos son similares, pero los juveniles tienen el plumaje más castaño, iris marrón y la mandíbula inferior amarilla opaca.

## Distribución y hábitat
Su área de distribución se encuentra en África oriental. Se distribuye desde el sureste de Etiopía, donde es raro, el sur de Somalia, en Kenia es una especie común y su área de distribución hacia el sur se extiende hasta las tierras bajas del país y el noreste de Tanzania, al sur del Kilimanjaro, el parque nacional de Tarangire y el área de la reserva de caza Mkomazi. 
Su hábitat son las sabanas secas con arbustos espinosos y pastizales que se extienden desde tierras bajas y regularmente hasta los 1400 metros de altitud. Ocasionalmente también es encontrado en alturas de hasta 1900 metros.